# Selva di Progno
Selva di Progno – miejscowość i gmina we Włoszech, w regionie Wenecja Euganejska, w prowincji Werona.
Według danych na rok 2004 gminę zamieszkiwały 1002 osoby, 24,4 os./km².